# San Juan Nepomuceno
San Juan Nepomuceno – miasto w Kolumbii, w departamencie Bolívar.